# Női egyéni műkorcsolya az 1984. évi téli olimpiai játékokon
Az 1984. évi téli olimpiai játékokon a műkorcsolya női egyéni versenyszámát versenyszámát február 15. és 18. között rendezték. Az aranyérmet a keletnémet Katarina Witt nyerte. A versenyszámban nem vett részt magyar versenyző.

## Eredmények
Az egyes szakaszokban (kötelező elemek, rövid program, kűr) kilenc bíró pontozta a versenyzőket. A pontok alapján a bírók mindegyikénél külön-külön kialakult egy sorrend az egyes szakaszokra vonatkozóan és ez egy helyezési pontszámot is jelentett. Az egyes szakaszok eredménye a következő kritériumok alapján alakult ki:
1. „Többségi helyezések száma”. Az a versenyző végzett előrébb, akit a bírók többsége előrébb rangsorolt. A bírók többsége azt jelentette, hogy a legjobb 5 helyezést adó bíró helyezési pontszámait vették figyelembe, de ha az 5. bíró helyezésével még volt azonos helyezés, akkor az(oka)t is figyelembe vették. Ezt az adatot tartalmazza az oszlop. (Pl. a „6×3+” azt jelenti, hogy a versenyző 6 bírónál az első 3 hely valamelyikén végzett.)
2. „Többségi helyezések összege” (a figyelembe vett bírók helyezési pontszámainak összege)
3. „Helyezések összege” (az összes bíró helyezési pontszámainak összege)

A versenyszám végeredményét az összesített helyezési pontszám határozta meg, amely az alábbiak összegéből állt:
- A kötelező elemek helyezési pontszámának 0,6-szorosa (az összesítés 30%-a),
- A rövid program helyezési pontszámának 0,4-szerese (az összesítés 20%-a),
- A kűr helyezési pontszámának 1-szerese (az összesítés 50%-a).

Az alacsonyabb helyezési pontszámmal rendelkező versenyző végzett előrébb. Egyenlő helyezési pontszám esetén a kűrben elért jobb helyezés döntött.

### Kötelező elemek
A kötelező programot február 15-én rendezték.
| Hely. | Versenyző          | Nemzet                 | Többségi helyezések száma | Többségi helyezések összege | Helyezések összege | Pont | Helyezési pontszám |
| ----- | ------------------ | ---------------------- | ------------------------- | --------------------------- | ------------------ | ---- | ------------------ |
| 1.    | Rosalyn Sumners    | Egyesült Államok (USA) | 5×1+                      | 5,0                         | 13,0               | 99,3 | 0,6                |
| 2.    | Jelena Vodorezova  | Szovjetunió (URS)      | 7×2+                      | 10,0                        | 25,0               | 98,7 | 1,2                |
| 3.    | Katarina Witt      | NDK (GDR)              | 8×3+                      | 22,0                        | 29,0               | 95,9 | 1,8                |
| 4.    | Sandra Cariboni    | Svájc (SUI)            | 5×4+                      | 20,0                        | 42,0               | 92,9 | 2,4                |
| 5.    | Kira Ivanova       | Szovjetunió (URS)      | 5×5+                      | 21,0                        | 58,0               | 90,9 | 3,0                |
| 6.    | Manuela Ruben      | NSZK (FRG)             | 7×7+                      | 43,0                        | 63,0               | 90,3 | 3,6                |
| 7.    | Anna Kondrasova    | Szovjetunió (URS)      | 6×7+                      | 35,0                        | 61,0               | 90,9 | 4,2                |
| 8.    | Sandra Dubravčić   | Jugoszlávia (YUG)      | 5×8+                      | 30,0                        | 77,0               | 88,5 | 4,8                |
| 9.    | Claudia Leistner   | NSZK (FRG)             | 5×8+                      | 31,0                        | 80,0               | 88,5 | 5,4                |
| 10.   | Kay Thomson        | Kanada (CAN)           | 6×9+                      | 41,0                        | 73,0               | 89,5 | 6,0                |
| 11.   | Karin Telser       | Olaszország (ITA)      | 5×10+                     | 42,0                        | 87,0               | 87,7 | 6,6                |
| 12.   | Tiffany Chin       | Egyesült Államok (USA) | 5×10+                     | 44,0                        | 92,0               | 87,2 | 7,2                |
| 13.   | Elaine Zayak       | Egyesült Államok (USA) | 5×12+                     | 52,0                        | 105,0              | 85,6 | 7,8                |
| 14.   | Katrien Pauwels    | Belgium (BEL)          | 5×14+                     | 68,0                        | 133,0              | 80,4 | 8,4                |
| 15.   | Myriam Oberwiler   | Svájc (SUI)            | 6×16+                     | 89,0                        | 143,0              | 78,1 | 9,0                |
| 16.   | Elizabeth Manley   | Kanada (CAN)           | 6×16+                     | 90,0                        | 143,0              | 78,5 | 9,6                |
| 17.   | Catharina Lindgren | Svédország (SWE)       | 5×16+                     | 75,0                        | 144,0              | 78,2 | 10,2               |
| 18.   | Agnès Gosselin     | Franciaország (FRA)    | 6×17+                     | 95,0                        | 151,0              | 77,7 | 10,8               |
| 19.   | Susan Jackson      | Nagy-Britannia (GBR)   | 8×19+                     | 141,0                       | 161,0              | 74,9 | 11,4               |
| 20.   | Vicki Holland      | Ausztrália (AUS)       | 8×20+                     | 159,0                       | 181,0              | 69,6 | 12,0               |
| 21.   | Kató Maszako       | Japán (JPN)            | 7×21+                     | 146,0                       | 191,0              | 67,3 | 12,6               |
| 22.   | Kim Heszong        | Dél-Korea (KOR)        | 6×22+                     | 130,0                       | 199,0              | 64,6 | 13,2               |
| 23.   | Bao Zhenghua       | Kína (CHN)             | 5×22+                     | 107,0                       | 199,0              | 63,4 | 13,8               |

### Rövid program
A rövid programot február 16-án rendezték.
| Hely. | Versenyző          | Nemzet                 | Többségi helyezések száma | Többségi helyezések összege | Helyezések összege | Pont  | Helyezési pontszám |
| ----- | ------------------ | ---------------------- | ------------------------- | --------------------------- | ------------------ | ----- | ------------------ |
| 1.    | Katarina Witt      | NDK (GDR)              | 8×1+                      | 8,0                         | 10,0               | 104,1 | 0,4                |
| 2.    | Tiffany Chin       | Egyesült Államok (USA) | 6×2+                      | 10,0                        | 25,0               | 101,1 | 0,8                |
| 3.    | Kira Ivanova       | Szovjetunió (URS)      | 7×3+                      | 19,0                        | 27,0               | 100,6 | 1,2                |
| 4.    | Anna Kondrasova    | Szovjetunió (URS)      | 6×4+                      | 20,0                        | 39,0               | 98,9  | 1,6                |
| 5.    | Rosalyn Sumners    | Egyesült Államok (USA) | 5×4+                      | 18,0                        | 39,0               | 99,7  | 2,0                |
| 6.    | Elaine Zayak       | Egyesült Államok (USA) | 8×6+                      | 43,0                        | 51,0               | 98,0  | 2,4                |
| 7.    | Elizabeth Manley   | Kanada (CAN)           | 6×7+                      | 40,0                        | 69,0               | 93,7  | 2,8                |
| 8.    | Jelena Vodorezova  | Szovjetunió (URS)      | 7×8+                      | 52,0                        | 71,0               | 94,5  | 3,2                |
| 9.    | Sandra Dubravčić   | Jugoszlávia (YUG)      | 6×10+                     | 55,0                        | 94,0               | 90,4  | 3,6                |
| 10.   | Claudia Leistner   | NSZK (FRG)             | 5×10+                     | 45,0                        | 92,0               | 90,9  | 4,0                |
| 11.   | Manuela Ruben      | NSZK (FRG)             | 8×11+                     | 80,0                        | 93,0               | 90,0  | 4,4                |
| 12.   | Kay Thomson        | Kanada (CAN)           | 7×12+                     | 79,0                        | 105,0              | 89,0  | 4,8                |
| 13.   | Myriam Oberwiler   | Svájc (SUI)            | 5×12+                     | 50,0                        | 106,0              | 88,0  | 5,2                |
| 14.   | Sandra Cariboni    | Svájc (SUI)            | 5×14+                     | 68,0                        | 132,0              | 82,8  | 5,6                |
| 15.   | Karin Telser       | Olaszország (ITA)      | 6×15+                     | 86,0                        | 136,0              | 82,4  | 6,0                |
| 16.   | Katrien Pauwels    | Belgium (BEL)          | 5×16+                     | 77,0                        | 146,0              | 81,6  | 6,4                |
| 17.   | Susan Jackson      | Nagy-Britannia (GBR)   | 5×17+                     | 76,0                        | 149,0              | 78,9  | 6,8                |
| 18.   | Kató Maszako       | Japán (JPN)            | 7×18+                     | 122,0                       | 160,0              | 77,6  | 7,2                |
| 19.   | Agnès Gosselin     | Franciaország (FRA)    | 8×19+                     | 143,0                       | 163,0              | 77,2  | 7,6                |
| 20.   | Vicki Holland      | Ausztrália (AUS)       | 5×20+                     | 98,0                        | 183,0              | 70,8  | 8,0                |
| 21.   | Bao Zhenghua       | Kína (CHN)             | 7×21+                     | 143,0                       | 187,0              | 69,5  | 8,4                |
| 22.   | Catharina Lindgren | Svédország (SWE)       | 8×22+                     | 173,0                       | 196,0              | 65,4  | 8,8                |
| 23.   | Kim Heszong        | Dél-Korea (KOR)        | 9×23+                     | 206,0                       | 206,0              | 53,7  | 9,2                |

### Kűr
A kűrt február 18-án rendezték.
| Hely. | Versenyző          | Nemzet                 | Többségi helyezések száma | Többségi helyezések összege | Helyezések összege | Pont  | Helyezési pontszám |
| ----- | ------------------ | ---------------------- | ------------------------- | --------------------------- | ------------------ | ----- | ------------------ |
| 1.    | Katarina Witt      | NDK (GDR)              | 5×1+                      | 5,0                         | 13,0               | 104,7 | 1,0                |
| 2.    | Rosalyn Sumners    | Egyesült Államok (USA) | 7×2+                      | 10,0                        | 17,0               | 104,5 | 2,0                |
| 3.    | Tiffany Chin       | Egyesült Államok (USA) | 8×3+                      | 22,0                        | 26,0               | 103,2 | 3,0                |
| 4.    | Elaine Zayak       | Egyesült Államok (USA) | 6×4+                      | 23,0                        | 39,0               | 100,9 | 4,0                |
| 5.    | Kira Ivanova       | Szovjetunió (URS)      | 6×5+                      | 27,0                        | 49,0               | 98,9  | 5,0                |
| 6.    | Anna Kondrasova    | Szovjetunió (URS)      | 7×6+                      | 37,0                        | 51,0               | 98,8  | 6,0                |
| 7.    | Manuela Ruben      | NSZK (FRG)             | 7×8+                      | 51,0                        | 73,0               | 96,1  | 7,0                |
| 8.    | Claudia Leistner   | NSZK (FRG)             | 5×8+                      | 35,0                        | 73,0               | 96,5  | 8,0                |
| 9.    | Sandra Dubravčić   | Jugoszlávia (YUG)      | 8×9+                      | 68,0                        | 79,0               | 95,5  | 9,0                |
| 10.   | Kay Thomson        | Kanada (CAN)           | 8×10+                     | 71,0                        | 83,0               | 95,5  | 10,0               |
| 11.   | Jelena Vodorezova  | Szovjetunió (URS)      | 6×11+                     | 60,0                        | 98,0               | 93,9  | 11,0               |
| 12.   | Sandra Cariboni    | Svájc (SUI)            | 6×12+                     | 67,0                        | 109,0              | 91,8  | 12,0               |
| 13.   | Elizabeth Manley   | Kanada (CAN)           | 6×13+                     | 73,0                        | 116,0              | 91,0  | 13,0               |
| 14.   | Myriam Oberwiler   | Svájc (SUI)            | 6×14+                     | 78,0                        | 127,0              | 89,1  | 14,0               |
| 15.   | Susan Jackson      | Nagy-Britannia (GBR)   | 8×15+                     | 114,0                       | 130,0              | 88,1  | 15,0               |
| 16.   | Karin Telser       | Olaszország (ITA)      | 7×17+                     | 113,0                       | 151,0              | 84,7  | 16,0               |
| 17.   | Agnès Gosselin     | Franciaország (FRA)    | 6×17+                     | 97,0                        | 153,0              | 84,7  | 17,0               |
| 18.   | Katrien Pauwels    | Belgium (BEL)          | 8×18+                     | 137,0                       | 156,0              | 85,1  | 18,0               |
| 19.   | Kató Maszako       | Japán (JPN)            | 5×18+                     | 87,0                        | 163,0              | 82,7  | 19,0               |
| 20.   | Catharina Lindgren | Svédország (SWE)       | 6×20+                     | 120,0                       | 183,0              | 78,5  | 20,0               |
| 21.   | Vicki Holland      | Ausztrália (AUS)       | 9×21+                     | 185,0                       | 185,0              | 78,1  | 21,0               |
| 22.   | Bao Zhenghua       | Kína (CHN)             | 9×22+                     | 198,0                       | 198,0              | 71,9  | 22,0               |
| 23.   | Kim Heszong        | Dél-Korea (KOR)        | 9×23+                     | 207,0                       | 207,0              | 66,9  | 23,0               |

### Végeredmény
| Helyezés | Versenyző          | Nemzet                 | Helyezési pontszámok | Helyezési pontszámok | Helyezési pontszámok | Helyezési pontszámok |
| Helyezés | Versenyző          | Nemzet                 | Kötelező elemek      | Rövid program        | Kűr                  | Összesen             |
| -------- | ------------------ | ---------------------- | -------------------- | -------------------- | -------------------- | -------------------- |
| Arany    | Katarina Witt      | NDK (GDR)              | 1,8                  | 0,4                  | 1,0                  | 3,2                  |
| Ezüst    | Rosalyn Sumners    | Egyesült Államok (USA) | 0,6                  | 2,0                  | 2,0                  | 4,6                  |
| Bronz    | Kira Ivanova       | Szovjetunió (URS)      | 3,0                  | 1,2                  | 5,0                  | 9,2                  |
| 4.       | Tiffany Chin       | Egyesült Államok (USA) | 7,2                  | 0,8                  | 3,0                  | 11,0                 |
| 5.       | Anna Kondrasova    | Szovjetunió (URS)      | 4,2                  | 1,6                  | 6,0                  | 11,8                 |
| 6.       | Elaine Zayak       | Egyesült Államok (USA) | 7,8                  | 2,4                  | 4,0                  | 14,2                 |
| 7.       | Manuela Ruben      | NSZK (FRG)             | 3,6                  | 4,4                  | 7,0                  | 15,0                 |
| 8.       | Jelena Vodorezova  | Szovjetunió (URS)      | 1,2                  | 3,2                  | 11,0                 | 15,4                 |
| 9.       | Claudia Leistner   | NSZK (FRG)             | 5,4                  | 4,0                  | 8,0                  | 17,4                 |
| 10.      | Sandra Dubravčić   | Jugoszlávia (YUG)      | 4,8                  | 3,6                  | 9,0                  | 17,4                 |
| 11.      | Sandra Cariboni    | Svájc (SUI)            | 2,4                  | 5,6                  | 12,0                 | 20,0                 |
| 12.      | Kay Thomson        | Kanada (CAN)           | 6,0                  | 4,8                  | 10,0                 | 20,8                 |
| 13.      | Elizabeth Manley   | Kanada (CAN)           | 9,6                  | 2,8                  | 13,0                 | 25,4                 |
| 14.      | Myriam Oberwiler   | Svájc (SUI)            | 9,0                  | 5,2                  | 14,0                 | 28,2                 |
| 15.      | Karin Telser       | Olaszország (ITA)      | 6,6                  | 6,0                  | 16,0                 | 28,6                 |
| 16.      | Katrien Pauwels    | Belgium (BEL)          | 8,4                  | 6,4                  | 18,0                 | 32,8                 |
| 17.      | Susan Jackson      | Nagy-Britannia (GBR)   | 11,4                 | 6,8                  | 15,0                 | 33,2                 |
| 18.      | Agnès Gosselin     | Franciaország (FRA)    | 10,8                 | 7,6                  | 17,0                 | 35,4                 |
| 19.      | Kató Maszako       | Japán (JPN)            | 12,6                 | 7,2                  | 19,0                 | 38,8                 |
| 20.      | Catharina Lindgren | Svédország (SWE)       | 10,2                 | 8,8                  | 20,0                 | 39,0                 |
| 21.      | Vicki Holland      | Ausztrália (AUS)       | 12,0                 | 8,0                  | 21,0                 | 41,0                 |
| 22.      | Bao Zhenghua       | Kína (CHN)             | 13,8                 | 8,4                  | 22,0                 | 44,2                 |
| 23.      | Kim Heszong        | Dél-Korea (KOR)        | 13,2                 | 9,2                  | 23,0                 | 45,4                 |